# 約翰三世 (拿騷-威爾堡)
約翰三世（德語：Johann III. von Nassau-Weilburg，1441年6月27日—1480年7月15日），拿騷-威爾堡伯爵，腓力二世之子，與父親共治。

## 家庭
1464年，約翰三世與黑森伯爵路德維希一世的女兒伊莉莎白結婚，兩人共有1子1女：
1. 路德維希（1473年—1523年）
2. 伊莉莎白，夭折